# 1541
Відродження •  Реформація •  Доба великих географічних відкриттів •  Ганза

## Геополітична ситуація
Османську державу очолює Сулейман I Пишний (до 1566). Імператором Священної Римської імперії є Карл V Габсбург (до 1555). У Франції королює Франциск I (до 1547).
Середню частину Апеннінського півострова займає Папська область. Неаполітанське королівство на півдні захопила Іспанія. Венеціанська республіка залишається незалежною, Флорентійське герцогство, Генуя та герцогство Міланське входять до складу Священної Римської імперії.
Іспанським королівством править Карл I (до 1555). У Португалії королює Жуан III Благочестивий (до 1557).
Генріх VIII є королем Англії (до 1547). Королем Данії та Норвегії — Кристіан III (до 1559). Королем Швеції — Густав I Ваза (до 1560). Королем частини Угорщини та Богемії є римський король Фердинанд I Габсбург (до 1564). На більшій частині Угорщини править Янош II Жигмонд Заполья як васал турецького султана за регентства матері Ізабелли Ягеллонки. У Польщі королює Сигізмунд I Старий (до 1548), він же залишається князем Великого князівства Литовського.
Галичина входить до складу Польщі. Волинь належить Великому князівству Литовському. Московське князівство очолює Іван IV (до 1575).
На заході євразійських степів існують Казанське ханство, Кримське ханство, Астраханське ханство, Ногайська орда. Єгипет захопили турки. Шахом Ірану є сефевід Тахмасп I.
У Китаї править династія Мін. Значними державами Індостану є Імперія Великих Моголів, Біджапурський султанат, Віджаянагара. В Японії триває період Муроматі.
Триває підкорення Америки європейцями. На завойованих землях ацтеків існує віцекоролівство Нова Іспанія.

## Події

### В Україні
- Брацлавське і вінницьке повстання міщан
- Перша писемна згадка про село Кам'янки (нині Підволочиського району Тернопільської області)

### У світі
- Яничари захопили підступом Буду. Спроба Фердинанда I Габсбурга заволодіти містом завершилася невдачею.
- Зазнала невдача спроба імператора Карла V Габсбурга захопити Алжир.
- Ірландію перетворено з лордства в Ірландське королівство. Королем проголошено англійського короля Генріха VIII.
- Діяч Реформації Жан Кальвін повернувся до Женеви, де розробив основні положення нового напрямку в протестантизмі, що встановлював нову чотириступеневу церковну ієрархію, визначав не тільки церковний і шкільний розпорядок, а й характер економічного, політичного і приватного життя. Бувши фактичним диктатором у місті, Кальвін змусив міську раду прийняти ці положення й перетворив Женеву в один з центрів Реформації.
- Стараннями Олауса Петрі опубліковано переклад Біблії шведською мовою.
- Португальці прийшли на допомогу Ефіопії, якій загрожував покоренням Адальський султанат. Вони завдали поразки мусульманам на берегах озера Тана.
- Єзуїтський місіонер Франциск Ксав'єр вирушив із Лісабону в Азію.
- За наказом турецького султана Сулеймана I Пишного, перебудовано мури Єрусалима. Замуровано Золоті ворота.
- Жак Картьє розпочав свою третю експедицію в Канаду.
- 12 лютого іспанський конкістадор Педро де Вальдивія заснував у долині річки Майпо місто Сантьяго, нинішню столицю Чилі.
- 8 травня іспанський дослідник Ернандо де Сото відкрив річку Міссісіпі і дав їй назву Річка Святого Духа.
- У Перу вбито губернатора Франциско Пісарро. Владу тимчасово захопив син Дієго де Альмагро Дієго молодший.

## Народились
Докладніше: Народилися 1541 року

## Померли
Докладніше: Померли 1541 року
- 26 червня — у Лімі своїми колишніми сподвижниками був убитий засновник міста й завойовник інків іспанський конкістадор 66-літній Франсиско Пісарро.
- 24 вересня — у Зальцбурзі на 48-у році життя помер Парацельс (справжнє ім'я Філіп Ауреол Теофраст Бомбаст фон Гогенхейм), швейцарський вчений, найвідоміший лікар Європи.